# Parminder Nagra
Parminder Kaur Nagra (Leicester, 5 ottobre 1975) è un'attrice britannica.

## Biografia
Nata nel 1975 a Leicester in una famiglia d'origine indiana, iniziò la carriera d'attrice negli anni novanta.
Nel 2002 ha recitato come protagonista nel film Sognando Beckham. Dal 2003 al 2009 ha ricoperto il ruolo della dottoressa Neela Rasgotra nella serie televisiva E.R. - Medici in prima linea. Nel 2004 ha partecipato al film fantastico Ella Enchanted - Il magico mondo di Ella. Nel 2012 ha lavorato per la serie televisiva Alcatraz nel ruolo di Lucy Banerjee, nel 2013 per Psych nel ruolo di Rachel e per The Blacklist nel ruolo di Meera Malik.

## Vita privata
Il 17 gennaio 2009 ha sposato il fotografo James Stenson, con il quale era fidanzata da sette anni, con rito civile e con rito Sikh. Alla cerimonia hanno partecipato anche alcuni colleghi di E.R., Scott Grimes, John Stamos, Linda Cardellini e Maura Tierney, che ha officiato il rito del matrimonio. Il 19 maggio 2009 è nato il suo primo figlio, Kai David Singh Stenson, mentre nel luglio 2013 ha ufficialmente ottenuto il divorzio dal marito.

## Filmografia parziale

### Cinema
- Sognando Beckham (Bend It Like Beckham), regia di Gurinder Chadha (2002)
- Ella Enchanted - Il magico mondo di Ella (Ella Enchanted), regia di Tommy O'Haver (2004)
- Horrid Henry - Piccola peste (Horrid Henry: The Movie), regia di Nick Moore (2011)
- Bird Box, regia di Susanne Bier (2018)
- A un metro da te (Five Feet Apart), regia di Justin Baldoni (2019)

### Televisione
- E.R. - Medici in prima linea (ER) – serie TV, 129 episodi (2003-2009)
- Alcatraz – serie TV, 11 episodi (2012)
- Psych – serie TV, 4 episodi (2013)
- The Blacklist – serie TV, 21 episodi (2013-2014)
- Agents of S.H.I.E.L.D. – serie TV, 3 episodi (2016-2017)
- Fortitude – serie TV, 10 episodi (2017-2018)
- Tredici (13 Reasons Why) – serie TV, 5 episodi (2018-2020)
- God Friended Me – serie TV, 5 episodi (2018-2019)
- Intergalactic – serie TV, 8 episodi (2021)

## Doppiatrici italiane
Nelle versioni in italiano dei suoi lavori, Parminder Nagra è stata doppiata da:
- Paola Majano in E.R. - Medici in prima linea, Alcatraz
- Domitilla D'Amico in Sognando Beckham
- Rossella Acerbo in The Blacklist
- Rachele Paolelli in Psych
- Laura Boccanera in Agents of S.H.I.E.L.D.
- Monica Bertolotti in Ella enchanted - Il magico mondo di Ella
- Alessandra Cassioli in Bird Box
- Franca D'Amato in A un metro da te
- Giulia Franzoso in Tredici
- Sabine Cerullo in God Friended Me
- Rachele Paolelli in Intergalactic